# Спеціальний доповідач ООН з питань права на харчування
Спеціальний доповідач з питань права на харчування — спеціальний доповідач, який працює в ООН і звітує про право на харчування. Мандат був встановлений у 2000 році колишньою Комісією з прав людини, яка призначила першого доповідача, доктора Жана Зіґлера. У 2008 році Рада ООН з прав людини, наступниця Комісії, призначила другого доповідача, доктора Олів'є де Шуттера. У 2014 році було призначено третю доповідачку Гілал Елвер. У 2020 році було призначено нинішнього доповідача Майкла Фахрі.

## Мандат
Очікується, що доповідач звітуватиме перед Радою з прав людини та перед Генеральною Асамблеєю ООН (Третій комітет) про виконання свого мандату. Мандат включає: сприяння повній реалізації права на харчування та вжиття заходів на національному, регіональному та міжнародному рівнях, «дослідження шляхів і засобів подолання існуючих і нових перешкод», продовження інтеграції та врахування гендерні та вікові перспективи, подати пропозиції щодо реалізації Цілі розвитку тисячоліття № 1 щодо скорочення вдвічі до 2015 року частки людей, які страждають від голоду, працювати в тісній співпраці з усіма державами, міжурядовими та неурядовими організаціями та CESCR, а також участь і внесок у відповідні конференції.

## Відвідування країни
Перший доповідач брав участь у 12 місіях по країнах між 2002 і 2007 роками. Наразі другий доповідач брав участь у 10 місіях по країнах між 2010 і 2012 роками.